# Wishmaster
Wishmaster je album finské symphonic-metalové kapely Nightwish.

## Seznam skladeb
| Pořadí | Název                | Délka |
| ------ | -------------------- | ----- |
| 1.     | She Is My Sin        |       |
| 2.     | The Kinslayer        |       |
| 3.     | Come Cover Me        |       |
| 4.     | Wanderlust           |       |
| 5.     | Two For Tragedy      |       |
| 6.     | Wishmaster           |       |
| 7.     | Bare Grace Misery    |       |
| 8.     | Crownless            |       |
| 9.     | Deep Silent Complete |       |
| 10.    | Dead Boy´s Poem      |       |
| 11.    | FantasMic            |       |
| 12.    | Sleepwalker          |       |